# Serra (fiume)
Il Serra è un corso d'acqua a regime torrentizio ubicato interamente nel comune di Seravezza in provincia di Lucca.
Sorge presso il Monte Altissimo (1.589 m s.l.m.) per confluire poi con il fiume Vezza proprio in corrispondenza dell'abitato del capoluogo comunale che ha dato il nome ai due affluenti e dando da qui in poi origine al fiume Versilia.